# Фаньчан
Фаньча́н (кит. упр. 繁昌, пиньинь Fánchāng) — район городского подчинения городского округа Уху провинции Аньхой (КНР).

## История
Во времена империи Хань в 109 году до н. э. в этих местах был создан уезд Чуньгу (春谷县).
Когда во время империи Цзинь северные китайские земли оказались захвачены кочевниками, и на юг хлынул огромный поток беженцев, то в этих местах были поселены беженцы из посёлка Фаньян (繁阳镇) округа Сяньчэн (襄城郡). Для администрирования переселенцев в 318 году был образован уезд Фаньян (繁阳县), структуры которого стали существовать параллельно со структурами уезда Чуньгу; впоследствии из-за практики табу на имена, чтобы избежать использования имени принцессы Фаньян, уезд Фаньян был переименован в Фаньчан (繁昌县). В 383 году уезд Чуньгу был переименован в Янгу (阳谷县). В 413 году структуры уезда Янгу были слиты со структурами уезда Уху (芜湖县), который впоследствии был расформирован; таким образом, остался только уезд Фаньчан. Во времена империи Суй в 589 году уезд Фаньчан был также расформирован.
Вновь уезд был создан лишь в X веке, когда эти земли входили в состав государства Южная Тан. После монгольского завоевания и образования империи Юань уезд оказался в составе региона Тайпин (太平路), который после свержения власти монголов и образования империи Мин был преобразован в Тайпинскую управу (太平府).
После того, как во время гражданской войны эти места в 1949 году перешли под контроль коммунистов, уезд вошёл в состав образованного тогда же Специального района Удан (芜当专区). В 1950 году Специальный район Удан был расформирован, и уезд перешёл в состав Специального района Чичжоу (池州专区). В 1952 году Специальный район Чичжоу был также расформирован, и уезд перешёл в состав Специального района Уху (芜湖专区). В 1971 году Специальный район Уху был переименован в Округ Уху (芜湖地区).
В 1980 году органы власти округа переехали из уезда Уху в уезд Сюаньчэн, после чего Округ Уху был переименован в Округ Сюаньчэн (宣城地区).
В 1983 году уезд был передан из округа Сюаньчэн в городской округ Уху.
В 2020 году уезд Фаньчан был преобразован в район городского подчинения.

## Административное деление
Район делится на 6 посёлков.